# Lakšmi iz Pompeja
Lakšmi iz Pompeja (engleski Pompeii Lakshmi) kipić je pronađen u ruševinama Pompeja, grada koji je uništila erupcija vulkana Vezuva 79. godine poslije Krista. Kipić je pronašao talijanski učenjak Amedeo Maiuri, 1938. godine, a prikazuje ženski lik iz indijske mitologije. Moguće je da je figurica bila dio zrcala te je važna za proučavanje trgovačkih veza između Rimskog Carstva i Indije.
Kipić je nazvan po Lakšmi, božici plodnosti, ljepote i obilja, koju su štovali rani budisti, hinduisti i džainisti. Ipak, nije toliko vjerojatno da kipić predstavlja tu božicu, već prije yakshini (ženski duh drveća, povezan s plodnošću). Druga je mogućnost da se tu radi o religijskom sinkretizmu te da je prikazani lik Venera-Lakšmi.
Figurica se danas nalazi u Tajnom muzeju (dio Nacionalnog arheološkog muzeja u Napulju).

## Pogledajte također
- Lakšmi
- Pompeji